# Eupelmus rhodias
Eupelmus rhodias är en stekelart som beskrevs av Perkins 1910. Eupelmus rhodias ingår i släktet Eupelmus och familjen hoppglanssteklar. Inga underarter finns listade i Catalogue of Life.